# Rollie Massimino

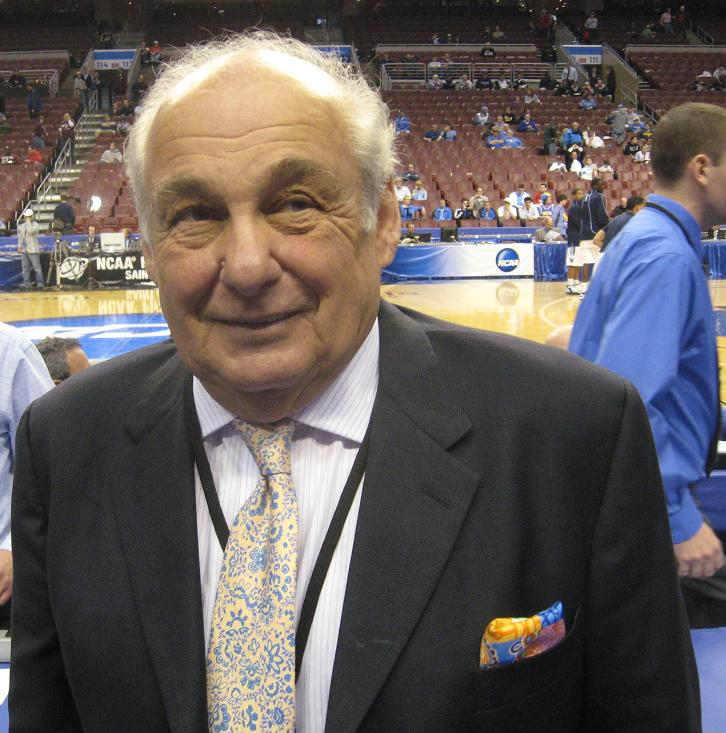
Rollie Massimino im Jahr 2009

Roland Vincent „Rollie“ Massimino (* 13. November 1934 in Hillside (New Jersey); † 30. August 2017 in West Palm Beach) war ein US-amerikanischer Basketballtrainer. Der größte Erfolg seiner Laufbahn war der Gewinn der College-Meisterschaft mit der Mannschaft der Villanova University im Frühjahr 1985.

## Laufbahn
Massimino besuchte bis 1952 die Hillside High School in seiner Geburtsstadt und studierte anschließend an der University of Vermont (Abschluss 1956) sowie an der Rutgers University (Abschluss 1959).
Nach einer ersten Stelle als Assistenztrainer an der Cranford High School (1956 bis 1959) in seinem Heimatbundesstaat New Jersey übernahm er 1959 das Cheftraineramt an der Hillside High School. Dieses hatte er bis 1963 inne, gefolgt von einer sechsjährigen Amtszeit als Cheftrainer der Basketballmannschaft an der Lexington High School (Bundesstaat Massachusetts).
1969 schaffte er als Trainer den Sprung von der High-School- auf die Universitätsebene und trainierte zwei Jahre lang die Mannschaft der Stony Brook University. Nach einem einjährigen Zwischenhalt als Co-Trainer an der University of Pennsylvania trat er 1973 das Amt des Cheftrainers der Villanova University an. Er sollte 19 Jahre lang auf diesem Posten bleiben. In der Saison 1984/85 gelang ihm eine faustdicke Überraschung, als er Villanova zum Gewinn der Collegemeisterschaft führte. Nachdem Massiminos Schützlinge in jener Spielzeit vor dem Beginn der Meisterrunde zehn Niederlagen hatten einstecken müssen, wurde ihnen in den Playoffs nicht viel zugetraut. Nach knappen Siegen über Dayton, Michigan und Maryland (die Differenz zwischen Sieger und Besiegtem betrug jeweils vier Zähler oder weniger) wurde North Carolina mit zwölf Punkten bezwungen. Beim Endturnier in Lexington (Kentucky) führte Massimino seine Mannschaft zu einem 52:45-Halbfinalerfolg über Memphis State, im Finale sicherte man sich mit einem 66:64-Sieg über Georgetown den Titel. Im Endspiel glänzte Massiminos Mannschaft mit einer Trefferquote von 78,6 Prozent und traf in der zweiten Spielhälfte neun ihrer zehn Würfe. Nach diesem Erfolg führte er Verhandlungen mit dem NBA-Klub New Jersey Nets, blieb letztlich aber bei Villanova, wo er bis 1992 im Amt war.
Es folgten bei UNLV (1992 bis 1994) und Cleveland State (1996 bis 2003) zwei weitere Trainerstationen in der ersten Division der NCAA. 2006 übernahm er den Cheftrainerposten an der Northwood University in Florida, einer Hochschule, deren Sportmannschaften am Wettkampfbetrieb der NAIA teilnehmen. 2015 gingen Northwoods Mannschaften zur Keiser University über. Unter Massiminos Leitung wurde aus den „Seahawks“ ein Titelanwärter in der zweiten NAIA-Division: 2012 führte er die Mannschaft ins Endspiel, wo man jedoch Oregon Tech unterlag. Noch in der Saison 2016/17 wirkte er als Cheftrainer der Keiser University, am 30. August 2017 starb Massimino, der jahrelang unter Lungenkrebs gelitten hatte, im Alter von 82 Jahren.

### Auszeichnungen
- Trainer des Jahres (benannt von MacGregor Sporting Goods) 1985
- Trainer des Jahres in der NAIA 2011
- Trainer des Jahres in der NAIA (benannt von Rawlings) 2012
- Aufnahme in die National Collegiate Basketball Hall of Fame 2013